# Larry Flynt – skandalernas man
Larry Flynt – skandalernas man (engelska: The People vs. Larry Flynt) är en amerikansk dramafilm från 1996 i regi av Miloš Forman. Den nominerades till två Oscars: Forman för bästa regi och Woody Harrelson för bästa manliga huvudroll.

## Handling
Filmen är baserad på Larry Flynts liv. Historien följer honom då han bygger upp sitt företagsimperium runt den pornografiska tidningen Hustler, liksom de rättsliga duster han hamnar i när han konfronterar representanter för den amerikanska moralen som vill skydda allmänheten från hans alster. Filmen skildrar också hans äktenskap med Althea, ett attentat som gör Flynt rullstolsbunden och hans rättsliga tvist med pastor Jerry Falwell.

## Rollista i urval
- Woody Harrelson - Larry Flynt
  - Cody Block - Larry som barn
- Courtney Love - Althea Leasure Flynt
- Edward Norton - Alan Isaacman
- Richard Paul - Jerry Falwell, pastor
- James Cromwell - Charles Keating
- Donna Hanover - Ruth Carter Stapleton
- Crispin Glover - Arlo
- Vincent Schiavelli - Chester
- Brett Harrelson - Jimmy Flynt
  - Ryan Post - Jimmy som barn
- Miles Chapin - Miles
- James Carville - Simon Leis
- Burt Neuborne - Roy Grutman
- Jan Tříska - Attentatsmannen/Joseph Paul Franklin
- Larry Flynt - Domare Morrissey
- Scott William Winters - "Blow Dried Jerk"
- Norm MacDonald - reporter

## Produktion och mottagande
Filmen gick upp på bio i USA dagarna efter jul 1996, med en större distribution (som mest på 1233 biografdukar) två veckor senare. I USA drog den drygt två timmar långa filmen in 20 miljoner dollar i biointäkter, trots att den blev R-klassad av filmcensuren.
Filmen framkallade en livlig debatt. Det gällde både beskrivningarna av Flynts provokativa tidningsverksamhet och hur Flynt använde yttrandefriheten (på filmaffischen visas Larry Flynt/Woody Harrelson med USA:s flagga som munkavle) som argument för att sälja lösnummer med hjälp av det här provokativa materialet. De insamlade pressutlåtandena på Metacritic.com summeras som "Generally favorable reviews" ('i huvudsak positiva recensioner'), med ett betyg på 79/100. Filmen noteras där som både den 29:e mest omdiskuterade filmen från 1996 och som årets tolfte bästa film.
I filmens viktigaste roller syntes Woody Harrelson (som Larry Flynt), Courtney Love (som dennes hustru Althea Leasure Flynt) och Edward Norton (som Flynts försvarsadvokat Alan Isaacman). Sfgate.com uppmärksammade jämförde Loves insats med den hos en annan skådespelande musikers, som att hon lyckats med vad Madonna då försökt göra i tolv års tid ("en skådespelarinsats fylld med humor, intelligens och själ"). USA Today jämförde Formans regiinsats med från hans klassiker Gökboet, vad gäller den finessrika beskrivningen av de mörka sidorna av historien.
Larry Flynt – skandalernas man vann Golden Globe både för bästa regi och manus (Scott Alexander och Larry Karaszewski). Formans regi fick även en Oscarsnominering, liksom Woody Harrelson för sin huvudroll i filmen.